# Moustiers-Sainte-Marie

Montlaux este o comună în departamentul Alpes-de-Haute-Provence din sud-estul Franței. În 1 ianuarie 2022 avea o populație de 695 de locuitori.